# Arrondissement Bar-sur-Aube
Arrondissement Bar-sur-Aube (fr. Arrondissement de Bar-sur-Aube) je správní územní jednotka ležící v departementu Aube a regionu Grand Est ve Francii. Člení se dále na tři kantony a 104 obce.

## Kantony
od roku 2015:
- Bar-sur-Aube
- Brienne-le-Château (část)
- Vendeuvre-sur-Barse (část)

před rokem 2015:
- Bar-sur-Aube
- Brienne-le-Château
- Chavanges
- Soulaines-Dhuys
- Vendeuvre-sur-Barse